# Quảng Thủy (xã)
Quảng Thủy là một xã thuộc thị xã Ba Đồn, tỉnh Quảng Bình, Việt Nam.

## Địa lý
Xã Quảng Thủy nằm gần trung tâm thị xã Ba Đồn, có vị trí địa lý:
- Phía đông giáp xã Quảng Hòa
- Phía tây giáp xã Quảng Trung
- Phía nam giáp xã Quảng Sơn
- Phía bắc giáp xã Quảng Tân.

Xã Quảng Thủy có diện tích 2,77 km², dân số năm 2019 là 2.062 người, mật độ dân số đạt 744 người/km².

## Hành chính
Xã Quảng Thủy được chia thành 5 thôn: Thượng Thủy, Nam Thủy, Trung Thủy, Đông Bắc, Xuân Thủy.

## Lịch sử
Trước đây, xã Quảng Thủy thuộc huyện Quảng Trạch.
Từ ngày 20 tháng 12 năm 2013, xã trực thuộc thị xã Ba Đồn như hiện nay.